# Willi Giesemann
Willi Giesemann (Rühme, 1937. szeptember 2. – 2024. október 4.) nyugatnémet válogatott német labdarúgó, hátvéd.

## Pályafutása

### Klubcsapatban
A TSV Sülfeld csapatában kezdte a labdarúgást, majd a VfL Wolfsburg korosztályos csapatában folytatta, ahol 1956-ban mutatkozott be az első csapatban. Három szezon után a Bayern Münchenhez igazolt, ahol négy idényen át játszott. 1963 és 1968 között a Hamburger SV labdarúgója volt, ahol tagja volt az 1967-es nyugatnémet kupa-döntős csapatnak. 1968-tól a HSV Barmbek-Uhlenhorst együttesében szerepelt.

### A válogatottban
1960 és 1965 között négy alkalommal szerepelt a nyugatnémet válogatottban. Részt vett az 1962-es chilei világbajnokságon a csapattal.

## Sikerei, díjai
Hamburger SV
- Nyugatnémet kupa (DFB-Pokal)
  - döntős: 1967